# Степной кот
Степной кот, или степная кошка, или пятнистый кот (лат. Felis lybica), — вид млекопитающих рода Кошки, иногда считается подвидом дикой лесной кошки (Felis silvestris lybica). Согласно таксономической классификации, принятой в 2017 году, рассматривается как отдельный вид — Felis lybica. До сих пор используются оба научных названия.
Этот подвид появился около 130 тысяч лет назад. 5 представительниц этого подвида были одомашнены на Ближнем Востоке около 10 000 лет назад и стали предками домашней кошки.
Окрас шерсти степной кошки может быть от песчано-коричневого до жёлто-серого цвета с буроватыми пятнами на боках и чёрными полосами на хвосте. Шерсть короче, чем у европейской кошки. По размерам немного мельче лесной кошки. Длина тела от 45 до 75 см, хвоста — от 20 до 38 см. Вес от 3 до 6 кг. Может скрещиваться в дикой природе с бродячими домашними кошками.
Степная кошка обитает в степных, полупустынных, пустынных и предгорных районах Африки, Передней, Средней и Центральной Азии, Северной Индии, Закавказья и Казахстана. На территории России в настоящее время степной кот изредка встречается в полупустынных районах Астраханской, Саратовской, Оренбургской областей и Республики Калмыкия, где обычно он держится в пойменных зарослях поблизости от воды. Занесён в региональные Красные книги Саратовской и Оренбургской областей. На большей части своего ареала довольно обычный вид, хотя численность его сокращается из-за человеческой деятельности.

## Поведение
В основном степная кошка питается мышами, крысами и другими мелкими грызунами. При удобном случае может также питаться птицами, рептилиями, земноводными и насекомыми. Охотятся в одиночку, во основном скрадыванием, подстерегая грызунов у их нор. Степные кошки обычно активны ночью и в сумерках, но в зимнее время иногда могут охотиться и днём. В густых кустарниковых или тростниковых зарослях перемещаются по тропам копытных или других животных. Открытых мест степная кошка старается избегать, от хищников (собак, волков, лис, человека, крупных хищных птиц) спасается либо на дереве или в расщелинах скал, в норах. Когда столкновения с хищником не удаётся избежать, степная кошка ложится на спину и отбивается всеми четырьмя лапами, от человека всегда убегает. Территория самца частично перекрывается с территориями нескольких самок, которых самец защищает от других самцов. Степные кошки обычно ведут одиночный образ жизни. Форма социализации проявляется через взаимодействия в период гона. При спаривании и проявлении ухаживания, заметны прикусывания самки котом. У самок рождается от двух до шести котят, но обычно трое. Степная кошка отдыхает и выращивает котят в норах, изредка в расщелинах скал. Сами степные кошки нор не роют, а занимают брошенные норы других животных (лис, барсуков, дикобразов). Хуже всего переносят высокий снежный покров, затрудняющий охоту на грызунов и передвижение, поэтому селятся в малоснежных или бесснежных регионах. Беременность длится от 56 до 69 дней. Котята рождаются слепыми и нуждаются в материнской заботе. Большинство котят рождаются в сезон дождей, когда еды достаточно. Они остаются с матерью 5—6 месяцев, а через год уже способны к воспроизводству. В отличие от других, родственных видов, а также домашней кошки, степные кошки очень молчаливы, их голос удаётся услышать крайне редко, даже в период гона. Могут спариваться с бродячими домашними кошками, если живут недалеко от человеческих поселений.

## Подвиды
По результатам исследований митохондриальной ДНК 979 домашних и диких кошек из Европы, Азии и Африки, Felis silvestris lybica отделились от европейской дикой кошки около 173 тысяч лет назад и от подвидов Felis silvestris ornata и Felis silvestris cafra около 131 тысяч лет назад. Около 10 000 лет назад 5 представительниц Felis silvestris lybica были одомашнены на Ближнем Востоке с началом развития земледелия и появления первых неолитических земледельческих поселений при переходе человека от охоты и собирательства к оседлому образу жизни на первых этапах развития человеческой цивилизации. Сейчас выделяют отдельный вид — африканская степная кошка Felis lybica Forster, 1780, а термин Felis silvestris принадлежит европейской лесной кошке.